# Pola Negri
Pola Negri, właśc. Barbara Apolonia Chałupiec (ur. 22 grudnia 1896?/3 stycznia 1897 w Lipnie, zm. 1 sierpnia 1987 w San Antonio) – polska aktorka teatralna i filmowa, międzynarodowa gwiazda kina niemego.

## Biografia
Genealogia
| 4. Adam Matuš vel Chalupec (1837-?)   |  |                                     |  |  |                                   |
|                                       |  | 2. Juraj Chalupec (1871–1920)       |  |  |                                   |
| 5. Apolonia Plevko (1834–1923)        |  |                                     |  |  |                                   |
|                                       |  |                                     |  |  | 1. Apolonia Chałupiec (1897–1987) |
| 6. Franciszek Kiełczewski (1835–1913) |  |                                     |  |  |                                   |
|                                       |  | 3. Eleonora Kiełczewska (1861–1954) |  |  |                                   |
| 7. Karolina Przybyłowska (1836–?)     |  |                                     |  |  |                                   |
|                                       |  |                                     |  |  |                                   |

Apolonia Chałupiec urodziła się w Lipnie na ziemi dobrzyńskiej (ówcześnie stanowiącej część guberni płockiej), w rodzinie drobnomieszczańskiej. Jej ojciec, z pochodzenia Słowak, Jerzy Chałupiec (Juraj Chalupec, 1871–1920), pochodzący ze wsi Nesluša w północnej Słowacji, był drobnym rzemieślnikiem, a matka – Polka, Eleonora z Kiełczewskich (1861–1954) – prowadziła dom. Gdy Pola była małym dzieckiem, ojca aresztowały rosyjskie władze i zesłały na Sybir. Była to jednak prawdopodobnie legenda ukuta dla celów reklamowych. W rzeczywistości ojciec Poli porzucił jej matkę. Odtąd wychowywała ją tylko matka, z którą przeprowadziła się w 1902 do Warszawy. W Warszawie matka prowadziła sklep, pracowała też jako pomoc domowa. Na wakacje przyjeżdżały jednak stale do dziadków od strony matki, do Brdowa. Matka, zauważywszy uzdolnienia aktorskie córki, wspierała jej ambicje i rozwój w tym kierunku posyłając ją na lekcje tańca i gry aktorskiej.
Po ukończeniu dwóch pierwszych kursów teatralnej Szkoły Aplikacyjnej w Warszawie Pola, z pomocą wiceprezesa Warszawskich Teatrów Rządowych – Kazimierza Hulewicza, 1 września 1912 zadebiutowała rolą Klary w Ślubach panieńskich w warszawskim Teatrze Małym. Debiut ten umożliwił jej następnie występy w innych teatrach warszawskich: Teatrze Wielkim (Sumurun, Niema z Portici) i Teatrze Letnim, w których szybko zdobyła dużą popularność.
Przed I wojną światową zachorowała na gruźlicę. Leczyła się w Zakopanem. Po powrocie z sanatorium studio filmowe „Sfinks” zaproponowało jej rolę. Debiutowała w filmie Niewolnica zmysłów w 1914 roku. Wystąpiła także w innych polskich filmach: Żona, Studenci, Bestia (inny tytuł: Kochanka apasza), w cyklu Tajemnice Warszawy (Arabella, Pokój nr 13, Jego ostatni czyn). W tym czasie na cześć swojej ulubionej włoskiej poetki – Ady Negri przyjęła pseudonim artystyczny Pola Negri.
Podczas podróży z Warszawy do Berlina na początku 1919 zatrzymano ją na stacji granicznej w Sosnowcu, rekwirując pudełka z kopią jej pierwszego filmu Niewolnica zmysłów. Ostatecznie nieporozumienie zakończyło się nawiązaniem bliskiej znajomości z komendantem Straży Granicznej, podporucznikiem Eugeniuszem Dąmbskim i jeszcze w listopadzie tego samego roku para pobrała się. Akt ślubu potwierdzający to wydarzenie znajduje się w katedrze sosnowieckiej (Kościół Wniebowzięcia NMP przy ul. Kościelnej), a aktorka podpisała się na nim od razu jako „Apolonia hr. Dąmbska-Chałupiec”. Przez kilka miesięcy mieszkała u rodziny Dąmbskich, w istniejącej do dziś kamienicy przy ul. Kołłątaja 6 (fakt ten przypomina tablica pamiątkowa umieszczona na ścianie budynku). Małżeństwo nie trwało długo, a całą winę za rozpad związku aktorka przypisała w swojej autobiografii mężowi. Po rozwodzie w 1922 Pola Negri nigdy nie wróciła już do Sosnowca.
7 lipca 1920 Pola Negri zakupiła kamienicę przy ul. J. Zamoyskiego 8 w Bydgoszczy, która do 1922 była pod jej osobistym zarządem i w której 2 sierpnia 1920 zamieszkała Eleonora Chalupec – matka aktorki. W tym czasie, podejrzewana (niesłusznie) o szpiegostwo na rzecz Niemiec, znajdowała się pod ścisłą inwigilacją polskiej policji.
Przez długi czas kwestią sporną była data jej urodzenia. Na nagrobku widnieje podany w autobiografii 31 grudnia 1899, jednak wiele źródeł podawało 1897, a nawet 1894. Sprawę wyjaśniła ostatecznie Wiesława Czapińska, która dotarła do metryki z datą 22 grudnia 1896?/3 stycznia 1897 (w Królestwie Polskim, czyli w zaborze rosyjskim, a więc także i w Lipnie, używano podwójnego datowania – juliańskiego/gregoriańskiego).

## Kariera filmowa
W 1917 wyjechała do Berlina, gdzie występowała u Maxa Reinhardta. Kontakt z reżyserem Ernstem Lubitschem okazał się przełomowy dla kariery Poli Negri i Ernsta Lubitscha. Film Oczy mumii Ma (1918) była pierwszą z kilku ich wspólnych produkcji. Sukcesem okazały się też takie filmy Lubitscha jak Carmen (1918), Madame Du Barry (1919) czy Sumurun (1920).
W 1923 przybyła do Hollywood i wystąpiła w filmach: Hiszpańska tancerka, Cesarzowa (wysoko oceniana przez krytykę za rolę carycy Katarzyny), Hotel Imperial, Miłość aktorki i wielu innych. Była rywalką innej ciemnowłosej divy Glorii Swanson.
W Stanach Zjednoczonych została gwiazdą kina niemego i symbolem seksu, do czego przyczyniły się także głośne romanse z Charlie Chaplinem (według informacji prasowej z 1923 była z nim zaręczona) i Rudolphem Valentino (zarzucano jej, że pogrzeb Valentino wykorzystała dla autoreklamy) oraz plotki o jej uczuciu do długoletniej przyjaciółki Margaret West. Po 1931 wiązano ją też z chicagowskim milionerem Haroldem F. McCormickiem, producentem maszyn rolniczych, który miał być jej sponsorem po swoim rozwodzie (w 1931 zakończyło się jego małżeństwo ze śpiewaczką polskiego pochodzenia, Hanną Walską).
Nie odniósłszy sukcesu w filmach dźwiękowych (Z rozkazu kobiety) z powodu silnego akcentu i niskiego głosu odczuwanego jako zbyt ordynarny jak na wielką gwiazdę, powróciła do Niemiec, gdzie kontynuowała karierę. Po dojściu do władzy nazistów minister propagandy Joseph Goebbels zakazał angażowania jej do filmów z powodu rzekomo żydowskiego pochodzenia. Uwolniona od podejrzeń w wyniku osobistej interwencji Adolfa Hitlera, który był jej wielbicielem, zagrała ponownie w filmach Mazurka (Mazurek, 1935), Moskau-Shanghai (Moskwa-Szanghaj, 1936), Madame Bovary (1937), Tango Notturno (1937), Die fromme Lüge (Pobożne kłamstwo, 1938) i Die Nacht der Entscheidung (Decydująca noc, 1938).
Przed wybuchem II wojny światowej powróciła do Stanów Zjednoczonych. Wystąpiła jeszcze w kilku filmach, jak Hi Diddle Diddle (1943) i Księżycowe prządki (1964).
Po wojnie popadła w zapomnienie, ale dzięki swojej firmie maklerskiej żyła w dostatku. Zamieszkiwała w San Antonio w Teksasie. W 1970 opublikowała wspomnienia Pamiętnik gwiazdy (wydanie polskie 1976). Zmarła w wieku 90 lat. Została pochowana na Calvary Cemetery w East Los Angeles.

## Filmografia
Wybrane filmy długo- i krótkometrażowe z udziałem Poli Negri:

### Polska
- 1914: Niewolnica zmysłów jako Pola, tancerka
- 1915:
  - Żona jako Helena Kazicka
  - Czarna książeczka (krótkometrażowy)
- 1916: Studenci jako Pola, córka Jana i Stanisławy
- 1917:
  - Bestia (krótkometrażowy) jako Pola Basznikow
  - Arabella
  - Pokój nr 13 (krótkometrażowy)
  - Tajemnica Alei Ujazdowskich/Tajemnica Alei Róż (krótkometrażowy)
  - Jego ostatni czyn

### Niemcy
- 1917:
  - Za pocałunek-wieczystych nocy męki
  - Niedługo mnie szczęście łudziło
  - Die toten Augen
  - Gdy serce nienawiścią pała jako Ilja Vörösz
  - Rosen, die der Sturm entblattert
  - Rozpasana
- 1918:
  - Oczy mumii Ma jako Ma
  - Carmen jako Carmen
  - Mania jako Mania, pracownica fabryki papierosów
  - Żółty paszport jako Lea Raab/Lydia Pavlova
  - Studentenliebe
  - Surogaty lyubvi jako Lead
- 1919:
  - Awanturnica jako Maria
  - Vendetta – Zemsta krwi jako Marianna Paoli
  - Dzieje mężatki
  - Hrabina Rondoli
  - Madame Dubarry jako Jeanne Vaubernier – później jako madame Dubarry
  - Das Karussell des Lebens
  - Rausch
- 1920:
  - Markiza d'Arminiani jako markiza Assunta
  - Biedna Violetta jako Violetta Duclos
  - Die Geschlossene Kette
  - Das Martyrium jako Gattin
  - Sumurun jako Yannaia, tancerka
- 1921:
  - Safona jako Sappho
  - Dzika kotka/Górska kotka jako Rischka
  - Die Dame im Glashaus
- 1923: Głos ulicy (krótkometrażowy) jako Yvette

### Stany Zjednoczone (I okres)
- 1923:
  - Hollywood jako ona sama
  - Bella Donna jako Bella Donna (Ruby)
  - Napiętnowana jako Carmelita De Córdoba
  - Hiszpańska tancerka jako Maritana, Cyganka-wróżka
- 1924:
  - Mężczyźni jako Cleo
  - Jej wielka miłość jako Lily
  - Cienie Paryża
  - Zakazany raj
  - Czarna Lu jako Claire, królowa Apaczów
  - Cesarzowa jako caryca Katarzyna
- 1925:
  - Kobieta bezwstydna jako hrabina Elnora Natatorini
  - Kwiat nocy jako Carlota y Villalon
  - Na wschód Suez
  - Czarodziejka jako Mariposa
  - Piętno krwi jako Daisy Forbes
- 1926:
  - Skłamałam jako Olga Kriga
  - Good and Naughty jako Germaine Morris
- 1927:
  - Drut kolczasty jako Mona Moreau
  - Spowiedź uczciwej kobiety jako Julie
  - Hotel Imperial jako Anna Sedlak
- 1928:
  - Godzina zmysłów jako Amy
  - Podwójne życie jako baronowa Gerda Wallentin
  - Kobieta z Moskwy
  - Miłość aktorki jako Rachel
  - Biała księżniczka jako księżniczka Fedora

### Europa
- 1929: Ulica potępionych dusz jako Louise
- 1932: Na rozkaz kobiety jako madame Maria Draga/Draga, królowa Serbii
- 1934: Fanatisme jako Rosine Savelli
- 1935: Mazurka jako Vera, śpiewaczka
- 1936:
  - Gräfin Volescu jako hrabina Volescu
  - Moskwa-Szanghaj jako Olga Petrowna
- 1937:
  - Pani Bovary jako Emma Bovary
  - Tango Notturno jako Mado Doucet
- 1938:
  - Die Nacht der Entscheidung/Decydująca noc jako Tessa Brückmann
  - Pobożne kłamstwo jako Carmen Casini

### Stany Zjednoczone (II okres)
- 1943: Hi Diddle Diddle/Wystrychnąć na dudka jako Genya Smetana
- 1964: Księżycowe prządki jako madame Habib
- 1965: Boginie miłości (dokumentalny) jako ona sama

## Upamiętnienie

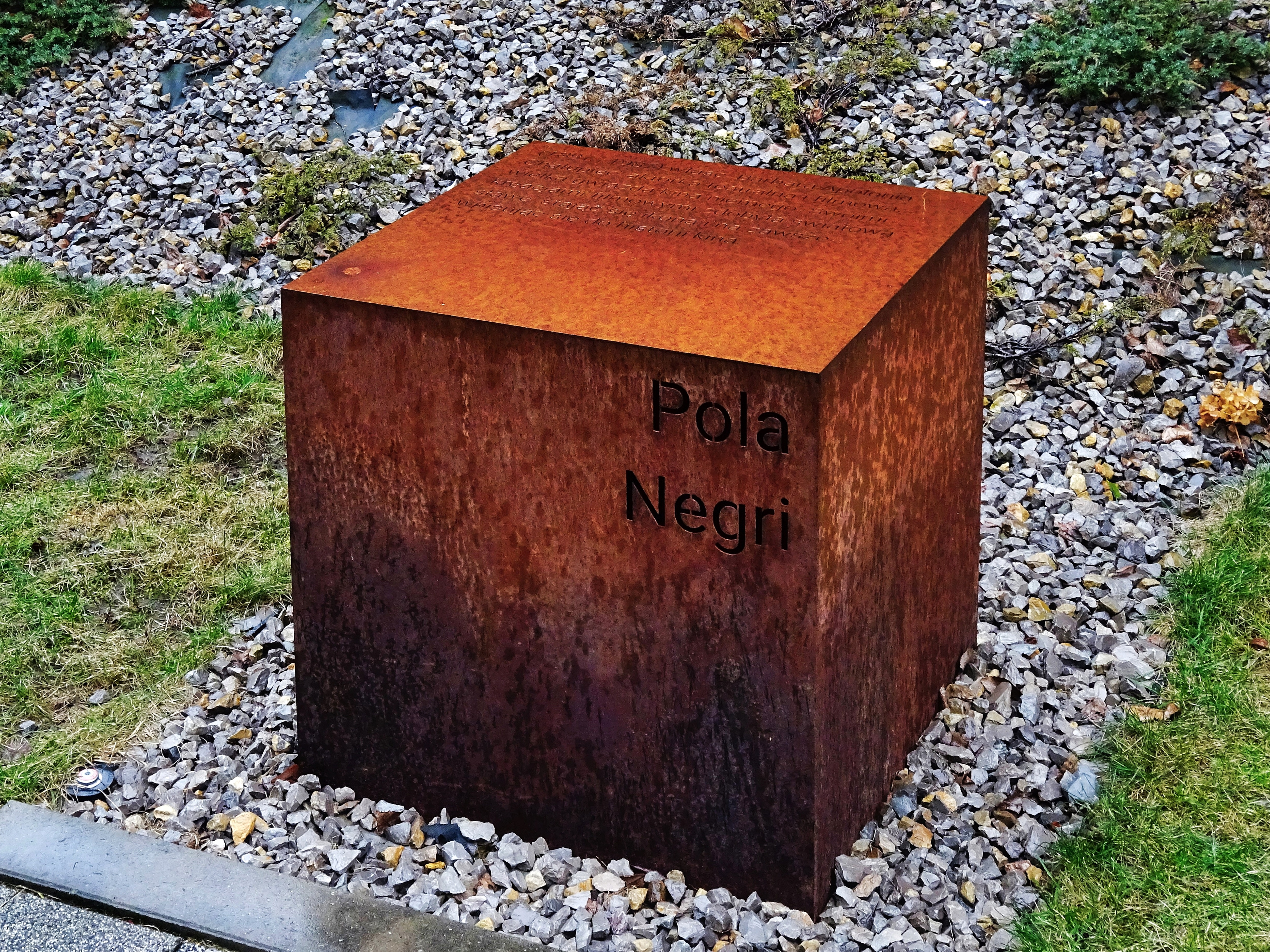
Pomnik-sześcian upamiętniający Polę Negri na osiedlu Wizjonerów w Krakowie

Od 2007 Lipnowskie Towarzystwo Kulturalne im. Poli Negri organizuje festiwal „Pola i inni”. Podczas imprezy emitowane są filmy z udziałem aktorki oraz przyznawane są statuetki „Politki” dla artystów polskich robiących karierę za granicą podobnie do Poli oraz promotorzy jej pamięci. Laureatami tej nagrody są.: Joanna Kulig (2018), Magdalena Lamparska (2018), Marcin Dorociński (2018), Andrzej Seweryn (2017), Daniel Olbrychski (2016), Małgorzata Zajączkowska (2016), Teatr Polski w Toronto (2016), Paweł Deląg (2015), Peter Lucas/Piotr Andrzejewski (2015), Piotr Adamczyk (2014), Magdalena Boczarska (2014), Weronika Rosati (2013), Robert Więckiewicz (2012), Natasza Urbańska (2012), Jerzy Maksymiuk (2012), Agnieszka Grochowska (2011), Mariusz Kotowski (2011), Agata Buzek (2010), Jan Nowicki (2010), Izabella Miko (2009), Olgierd Łukaszewicz (2009), Karolina Gruszka (2008), Bogusław Kaczyński (2007), Wiesława Czapińska (2007), Igor Chalupec (2007). Festiwal organizowany jest od kilku lat w Lipnie (mieście urodzenia Poli Negri).
W 2012 Janusz Józefowicz zrealizował pierwszy na świecie musical w technologii 3D oparty na biografii Poli Negri pod tytułem „Polita”. Odegrała ją Natasza Urbańska. W sierpniu 2014 ukazała się polska edycja książki o Poli Negri pt. Pola, autorstwa Danieli Dröscher, w tłumaczeniu Sławy Lisieckiej.
W grudniu 2021 Rada Miasta Bydgoszczy nadała jej patronat jednej z ulic na Prądach. Negri jest również patronką jednego z bydgoskich tramwajów.